# کودکانه (فیلم)
کودکانه فیلمی به کارگردانی مسعود کرامتی و نویسندگی رضا میهن دوست، مسعود کرامتی ساختهٔ سال ۱۳۸۱ است.

## خلاصه داستان
پذیرفته شدن بامداد برای بازی در فیلم، باعث حسادت پسرخاله اش و درگیری این دو نوجوان می‌شود و در نتیجه این درگیری‌ها، دست بامداد می‌شکند و بدین ترتیب پای بزرگترها هم به ماجرا کشیده شده، مناسبات خانوادگی شان تحت تأثیر قرار می‌گیرد و به جدایی دو خانواده می‌انجامد...

## بازیگران
- جهانبخش سلطانی
- افسر اسدی
- متین عزیزپور
- امیر خورشیدی
- هوشنگ حریرچیان
- رضا عماد
- محمدمسیح امانی زاده
- مهدی هادی زاده
- عرفان دانش
- درسا طباطبایی